# ホアキン・アルダイス
ホアキン・マティアス・アルダイス・デ・ロス・サントス（Joaquín Matías Ardaiz de los Santos  ,  1999年1月11日 - ）は、ウルグアイ・サルト県サルト出身のプロサッカー選手。ポジションはFW。

## 来歴
2012年にダヌービオFCに入団。2016年2月にプロデビューを果たす。
2017年8月28日、ベルギー・ジュピラー・プロ・リーグのロイヤル・アントワープFCに、1年間のローン移籍で加入。9月22日のKVコルトレイク戦で、移籍初出場。10月29日のロイヤル・エクセル・ムスクロン戦で、移籍後初ゴールを記録。2017-18シーズンは13試合の出場に終わり、ローン移籍終了となったが、3ゴールを決めた。
2018年夏、スイス・チャレンジリーグのFCキアッソへの移籍が決定した後、8月16日にフロジノーネ・カルチョに買い取りオプション付きのローン移籍で加入した。

## 代表経歴
2017年に韓国で開催されたFIFA U-20ワールドカップに、U-20ウルグアイ代表として出場。主力として活躍した。